# جونیا ایکدا
جونیا ایکدا (انگلیسی: Junya Ikeda; ۲۷ اکتبر ۱۹۹۲ – ) بازیگر، صداپیشگی در ژاپن، و فیلم‌نامه‌نویس اهل ژاپن بود. وی بین سال‌های ۲۰۰۶ تا ۲۰۲۳ میلادی فعالیت می‌کرد.